# Chauliognathus schneblei
Chauliognathus schneblei es una especie de coleóptero de la familia Cantharidae.

## Distribución geográfica
Habita en Colombia.